# تشاه روغني (بهمئي غرمسيري الشمالي)
تشاه روغني (بالفارسية: چاه روغنی) هي قرية تقع في إيران في قسم بهمئي غرمسیري الشمالي الريفي. يقدر عدد سكانها بـ 293 نسمة .